# Prosper Duvergier de Hauranne

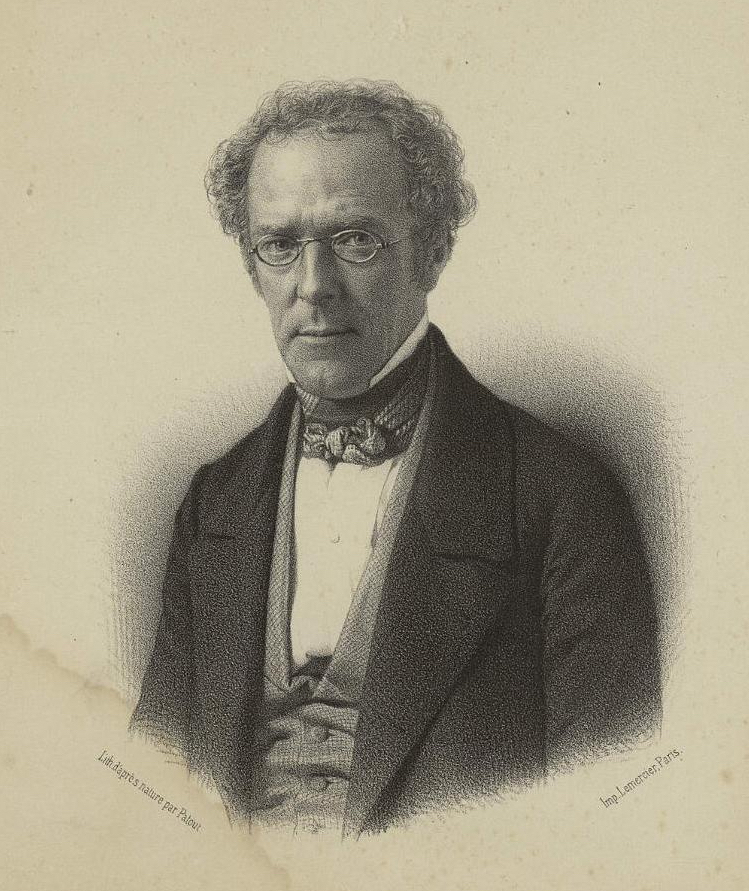
Duvergier de Hauranne

Prosper Duvergier de Hauranne (* 3. August 1798 in Rouen, Département Seine-Maritime; † 20. Mai 1881 in Herry, Département Cher) war ein französischer Journalist und Politiker.

## Leben und Wirken
Prosper Duvergier de Hauranne war seit seiner Reise nach Großbritannien 1820/1821 ein Verfechter der parlamentarischen Monarchie und wurde 1831 Abgeordneter des Départements Cher. Im Jahr 1827 heiratete er die Tochter des Barons Micoud d’Umons. Als Liberaler bekämpfte er die Restauration der Bourbonen und unterstützte die Herrschaft von Louis-Philippe I. Nachdem er wegen seiner Kritik an der Allmacht des Königs Repressionen ausgesetzt war, näherte er sich den Positionen von Adolphe Thiers und François Guizot an und ging in die Opposition. 
Als einer der Organisatoren der Reformbankette unterzeichnete er am 22. Februar 1848 die Anklageakte gegen das Ministerium Guizot und wurde nach Herstellung der Republik in die Constituante und später in die Commission zur Ausarbeitung der Verfassung gewählt. In beiden Versammlungen vertrat er die antirepublikanisch gesinnte Rechte. 1849 fiel er bei der Wahl durch, wurde aber im Dezember 1850 wieder in die Nationalversammlung gewählt. Nach dem Staatsstreich Louis-Napoléon Bonapartes am 2. Dezember 1851 wurde er fünf Wochen inhaftiert und ging zeitweilig nach Piemont ins Exil, fortan mit geschichtlichen Studien beschäftigt, und kehrte 1853 nach Paris zurück.
Nach seiner Rückkehr zog er sich aus dem öffentlichen Leben zurück und konzentrierte sich vollends auf seine politischen Schriften. Bereits seit 1824 hatte er für mehrere Zeitschriften, darunter „Le Globe“, „La Revue Française“ und „Revue des Deux Mondes“. Er verfasste mit nur mäßigem Erfolg einige Komödien, darunter: Les marineurs écossais ou une matinée (1820), M. Sensible (1821) und Le jaloux sans le savoir. Er war mit Stendhal und Victor Hugo befreundet. 1870 wurde Duvergier de Hauranne als Nachfolger des verstorbenen Diplomaten Victor de Broglie in die Académie française aufgenommen (Fauteuil 24). 

## Schriften (Auswahl)
- Lettres sur les élections anglaises et sur la situation de l’Irlande. Sautelet, Paris 1826.
- Des Principes du gouvernement représentatif et de leurs applications. Tessier, Paris 1838.
- De la réforme parlamentaire et la réforme électorale. Éditions Pauline, Paris 1847.
- Histoire du gouvernement parlamentaire de la France, 1814–1840. Lévy, Paris 1857/71 (10 Bde.).